# Perdita veris
Perdita veris là một loài Hymenoptera trong họ Andrenidae. Loài này được Timberlake mô tả khoa học năm 1968.